# Nihon Shogi series
 (septembre 2022).
Si vous disposez d'ouvrages ou d'articles de référence ou si vous connaissez des sites web de qualité traitant du thème abordé ici, merci de compléter l'article en donnant les références utiles à sa vérifiabilité et en les liant à la section « Notes et références ».
Les Nihon Shogi Series sont un tournoi de shōgi coorganisé par la Nihon Shogi Renmei (fédération japonaise de shōgi) et des journaux régionaux (Kahoku Shimpo, Kumamoto Nichinichi Shimbun, Nishinihon Shimbun, Shizuoka Shimbun / Shizuoka Broadcasting, Hokkaido Shimbun, Niigata Daily, Shikoku Shimbun, Sanyo Shimbun, Chunichi Shimbun, Hokkoku Shimbun, Chugoku Shimbun) avec le soutien spécial de Japan Tobacco. Le tournoi était connu jusqu'en 2011 sous le nom de JT Nihon Shogi Series. Traditionnellement, les demi-finales ont lieu à Osaka et Nagoya et la finale se tient à Tokyo (Tokyo big sight jusqu'en 2016, Makuhari Messe depuis 2017). Des compétitions enfants sont tenues en parallèle sous le label commun de Nihon Shogi Serie.

## Organisation

### Tournoi professionnel

#### Participation
12 joueurs de shōgi sélectionnés selon l'ordre suivant participeront au tournoi. Les 4 premiers entrent directement lors du second tour.
1. le vainqueur de l'édition précédente
2. les porteur de titres
3. en fonction du classement des gains pro

#### Cadence
15 minutes par joueurs de temps principal et 30 secondes par coup de byoyomi une fois ce temps épuisé.
Une spécificité est l'insertion à l'initiative du commentateur d'une coupure de 10 minutes afin d'organiser un quiz "quel est le prochain coup au sein du public".

### Tournoi enfants
Organisée depuis 2001, la compétition est subdivisée en deux tournois en fonction de l'âge.

## Palmarès
| Année | Vainqueur          | Vainqueur      | Finaliste          | Finaliste   |
| ----- | ------------------ | -------------- | ------------------ | ----------- |
| 1980  | Kunio Yonenaga     | 米長邦雄       | Hifumi Katō        | 加藤一二三  |
| 1981  | Makoto Nakahara    | 大山康晴       | Yasuharu Oyama     | 大山康晴    |
| 1982  | Yasuharu Oyama     | 大山康晴       | Makoto Nakahara    | 中原誠      |
| 1983  | Hifumi Katō        | 加藤一二三     | Kunio Yonenaga     | 米長邦雄    |
| 1984  | Kunio Yonenaga     | 米長邦雄       | Koji Tanigawa      | 谷川浩司    |
| 1985  | Hidemitsu Moriyasu | 森安秀光       | Koji Tanigawa      | 谷川浩司    |
| 1986  | Kunio Yonenaga     | 米長邦雄       | Koji Tanigawa      | 谷川浩司    |
| 1987  | Hifumi Katō        | 加藤一二三     | Yasuharu Oyama     | 大山康晴    |
| 1988  | Michio Takahashi   | 高橋道雄       | Hifumi Katō        | 加藤一二三  |
| 1989  | Koji Tanigawa      | 谷川浩司       | Akira Shima        | 島朗        |
| 1990  | Koji Tanigawa      | 谷川浩司       | Makoto Nakahara    | 中原誠      |
| 1991  | Yoshiharu Habu     | 羽生善治       | Michio Ariyoshi    | 有吉道夫    |
| 1992  | Koji Tanigawa      | 谷川浩司       | Yoshikazu Minami   | 南 芳一     |
| 1993  | Masataka Goda      | 郷田真隆       | Koji Tanigawa      | 谷川浩司    |
| 1994  | Masataka Goda      | 郷田真隆       | Kunio Yonenaga     | 米長邦雄    |
| 1995  | Masataka Goda      | 郷田真隆       | Kunio Yonenaga     | 米長邦雄    |
| 1996  | Koji Tanigawa      | 谷川浩司       | Satoshi Murayama   | 村山 聖     |
| 1997  | Koji Tanigawa      | 谷川浩司       | Toshiyuki Moriuchi | 森内俊之    |
| 1998  | Yoshiharu Habu     | 羽生善治       | Yasumitsu Satō     | 佐藤康光    |
| 1999  | Tadahisa Maruyama  | 丸山忠久       | Yoshiharu Habu     | 羽生善治    |
| 2000  | Toshiyuki Moriuchi | 森内俊之       | Koji Tanigawa      | 谷川浩司    |
| 2001  | Tadahisa Maruyama  | 丸山忠久       | Yoshiharu Habu     | 羽生善治    |
| 2002  | Takeshi Fujii      | 藤井猛         | Tadahisa Maruyama  | 丸山忠久    |
| 2003  | Yoshiharu Habu     | 羽生善治       | Toshiaki Kubo      | 久保利明    |
| 2004  | Yasumitsu Satō     | 佐藤康光       | Toshiaki Kubo      | 久保利明    |
| 2005  | Takeshi Fujii      | 藤井猛         | Masataka Goda      | 郷田真隆    |
| 2006  | Yasumitsu Satō     | 佐藤康光       | Masataka Goda      | 郷田真隆    |
| 2007  | Taku Morishita     | 森下卓         | Toshiyuki Moriuchi | 森内俊之    |
| 2008  | Taku Morishita     | 森下卓         | Koichi Fukaura     | 深浦康市    |
| 2009  | Koji Tanigawa      | 谷川浩司       | Koichi Fukaura     | 深浦康市    |
| 2010  | Yoshiharu Habu     | 羽生善治       | Takayuki Yamasaki  | 山崎隆之    |
| 2011  | Yoshiharu Habu     | 羽生善治       | Akira Watanabe     | 渡辺明      |
| 2012  | Toshiaki Kubo      | 久保利明       | Yoshiharu Habu     | 羽生善治    |
| 2013  | Toshiaki Kubo      | 久保利明       | Yoshiharu Habu     | 羽生善治    |
| 2014  | Akira Watanabe     | 渡辺明         | Yoshiharu Habu     | 羽生善治    |
| 2015  | Hiroyuki Miura     | 三浦弘行       | Koichi Fukaura     | 深浦康市    |
| 2016  | Masayuki Toyoshima | 豊島将之       | Amahiko Sato       | 佐藤天彦    |
| 2017  | Takayuki Yamasaki  | 山崎隆之       | Masayuki Toyoshima | 豊島将之    |
| 2018  | Akira Watanabe     |                | Tatsuya Sugai      | 菅井竜也    |
| 2019  | Akira Watanabe     | Akihito Hirose | 広瀬章人           |             |
| 2020  | Masayuki Toyoshima | 豊島将之       | Takuya Nagase      | 永瀬拓矢    |
| 2021  | Masayuki Toyoshima | 豊島将之       | Sōta Fujii         | 藤井聡太    |
| 2022  | Sōta Fujii         | 藤井聡太       | Shintaro Saito     | 斎藤 慎太郎 |
| 2023  | Sōta Fujii         | 藤井聡太       | Tetsurō Itodani    | 糸谷哲郎    |
| 2024  | Akira Watanabe     | 渡辺明         | Akihito Hirose     | 広瀬章人    |